# Caroline Eriksson

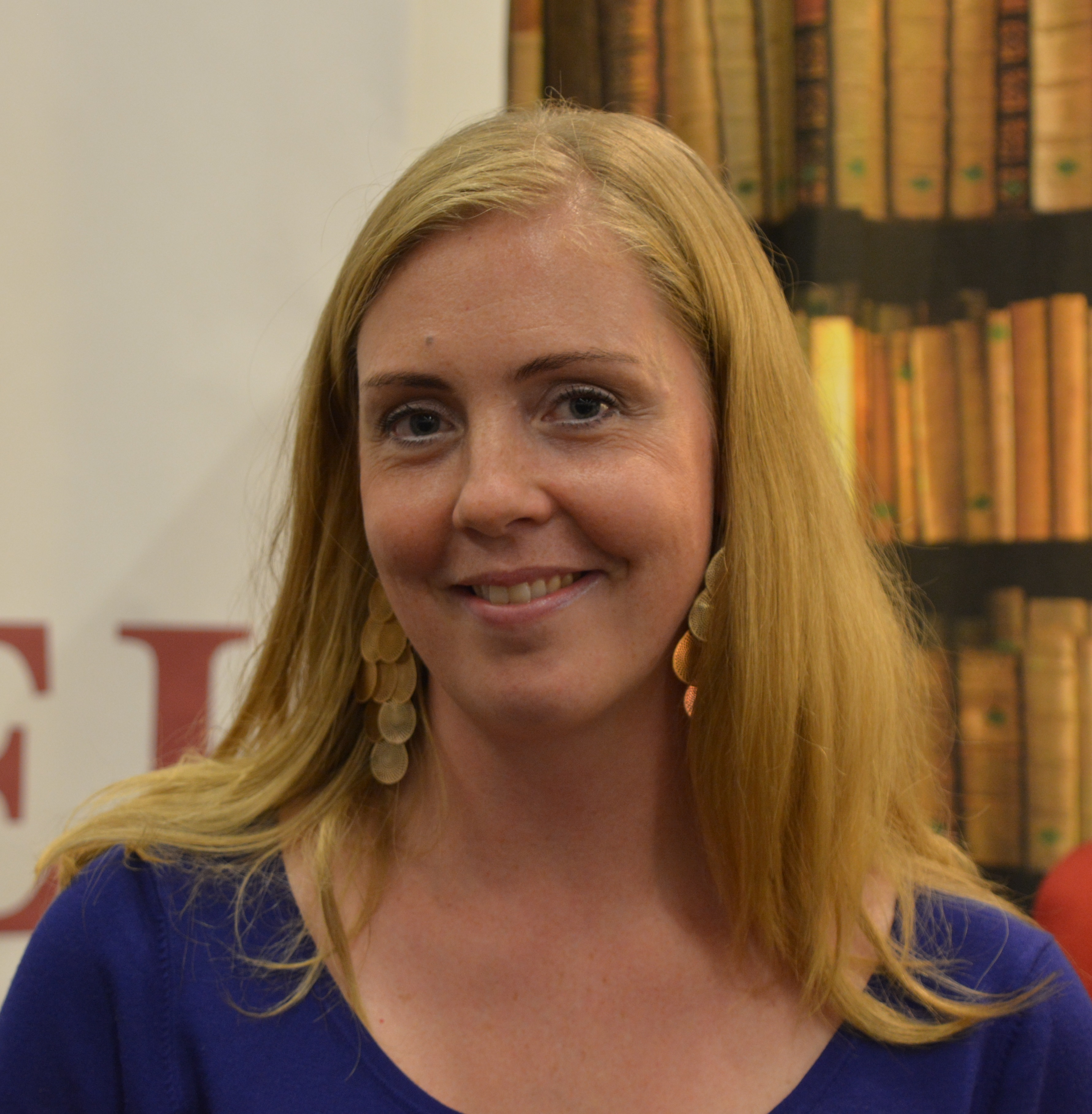
Caroline Eriksson på Bokmässan i Göteborg 2015

Caroline Eriksson, född 1976, är en svensk författare.
Caroline Eriksson är utbildad socialpsykolog. Hon debuterade som skönlitterär författare 2013 med den historiska spänningsromanen Djävulen hjälpte mig som handlar om Yngsjömordet.